# Colorado River Land Company

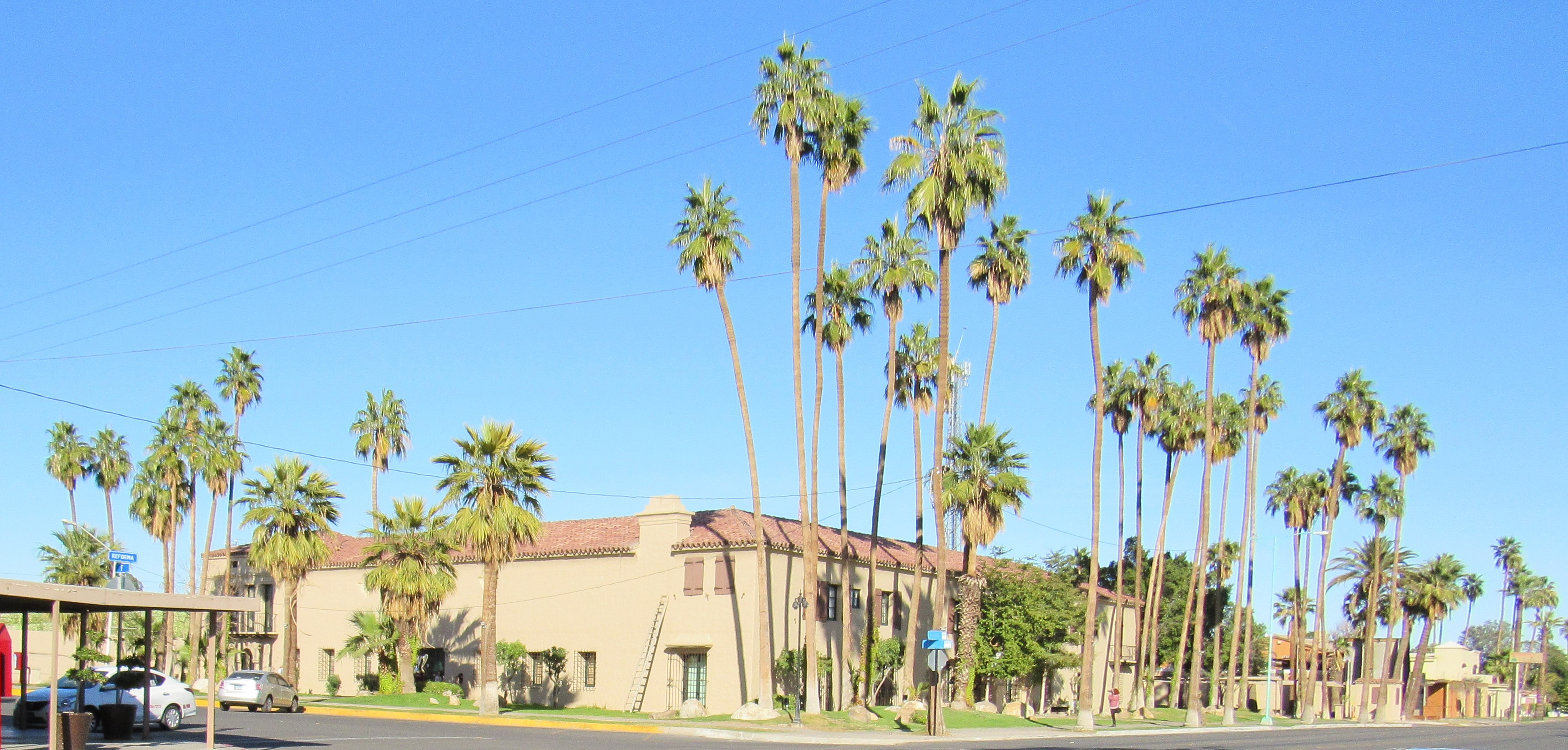
Edificio de la Colorado River Land en Mexicali

La Colorado River Land Company fue una compañía de origen estadounidense que poseía tierras en el Valle de Mexicali y que promovió y facilitó el desarrollo de la zona mediante la atracción de nuevos colonos entre 1902 y 1946. Fue una de varias empresas colonizadoras que se presentaron en esa época.

## La influencia de la ley del 20 de julio de 1863
En 1860 la población de Baja California su población era de 194 habitantes no indígenas dispersos en 11 ranchos ganaderos, habitados por los descendientes de los militares antaño ocupados en el resguardo de las misiones, tres rancherías (El Rosario, San Vicente y Santo Tomás) y 3,600 indígenas naturales de la región. No existían asentamientos en poblados de importancia.

## Guillermo Andrade precursor de la Colorado River Land
Guillermo Andrade visualizó el futuro del Valle de Mexicali, por lo que fue adquiriendo tierras  hasta que en 1874, Guillermo Andrade constituyó la empresa Compañía Mexicana Agrícola, Industrial y Colonizadora de Terrenos del Colorado, con la idea de explotar dichas tierras, teniendo como cuartel General en "la Mesa de Andrade", a Manuel Aspíroz, y al ingeniero Jacobo Blanco, como socios, como encargado de levantar los mapas de los terrenos denunciados por la compañía. 

## La importancia del Rancho "Los Algodones"
Unas excepciones eran zonas arenosas y propiedades privadas, como el Rancho Los Algodones. Los Algodones era una propiedad privada susceptible de ser comprada por un particular. El interés por Los Algodones se fundamentaba en su carácter estratégico tanto por su ubicación fronteriza como por ser parcialmente cruzado por el río Colorado y escala en la ruta hacia San Francisco y de las diligencias hacia San Diego. La propiedad era importante porque era la esquina de la franja fronteriza de Baja California con California y Arizona y Sonora. Adicionalmente el cauce del Río Colorado, formaba formando un cauce angosto idóneo para el control del agua y canalización de su cauce. Así vislumbraron una posible zona de irrigación agrícola hacia el Valle de Mexicali y quizás llevar agua, hacia el Valle Imperial, en California. 
El 14 de diciembre de 1887 el General Porfirio Díaz emitió un nuevo decreto que dividía a la península de Baja California en dos Distritos: El norte desde la línea fronteriza con estados unidos hasta el paralelo 28, y se llamaría Distrito Norte de la Baja California con capital en Ensenada, y del paralelo 28 hasta Cabo San Lucas, se le llamaría Distrito Sur de la Baja California y su capital sería La Paz.
En 1888, el General Carlos Pacheco Villalobos, secretario de Fomento, le extiende a Guillermo Andrade los derechos por un nuevo y definitivo contrato para la compra de 357,500 hectáreas en Baja California y Sonora, con la única condición de que dichos terrenos fueran colonizados con 70 familias de origen cucapá, expidiéndose ese mismo año por don Porfirio Díaz el título que lo haría legalmente propietario de casi todo el Valle de Mexicali.
La legalidad de la propiedad de lo que sería el Valle de Mexicali bajo Guillermo Andrade y su compañía, estaba consumada.

## Empresas extranjeras en la colonización del norte de Baja California
La participación de los capitales extranjeros en Baja California siempre h estado presente. Andrade vendió una parte de sus tierras al Consorcio de Petaluma en septiembre de1888, que era una empresa estadounidense. En esta transacción fueron vendidas un total del 130,940 has comprendidas en la parte central del bajo delta. 
En 1889 fue creada la Mexican Colorado River Land Company, sociedad creada en California, Andrade fue incorporado mediante la transferencia de 67,729 has de tierras de su propiedad situadas al norte de las que anteriormente les había vendido. 
Entre julio de 1891 y mayo de 1892, la Mexican Land and Colonization Company, empresa británica que tenía bajo su concesión los derechos de una extensa porción del territorio cercanos a Ensenada Baja California y  así, la construcción de un ferrocarril en la zona. Sólo se construyeron 27 kilómetros de vía férrea con el objetivo de abrir terrenos a la colonización. Pero el tren, conocido como el Ferrocarril Peninsular, partía de San Quintín, y no llegó a ningún lado.
La Compañía Internacional de México, conocida como la Compañía Americana; ésta vendió sus activos a “La compañía Mexicana de Terrenos y Colonización” conocida como la compañía inglesa, que estuvo activa hasta 1917.
De lado del territorio norteamericano, en 1892, se conformó la empresa Colorado River Irrigation Company. con el fin de lograr el aprovechamiento de las aguas del Río Colorado en la zona del Valle Imperial, misma que cerró en 1894, donde su director fue acusado de fraude. Charles R. Rockwood, quien era empleado de la misma demandó y le fueron concedidos los datos recopilados y el equipo de ingeniería. Rockwood junto con Antony H. Heber y George Chaffey, en 1896, formaron una nueva empresa, California Development Company. Ellos fueron contratados para que continuara con los trabajos que se habían iniciado de la construcción de canales de irrigación. 

## La creación y operación de la Colorado River Land Company
En 1902 se creó la Colorado River Land Company, por medio de inversionistas estadounidenses de Los Ángeles, conocedores de lo que sucedía en Baja California y eran: Moses H. Sherman, El general Harrison Gray Otis, y su yerno Harry Chandler, Otto Freeman Brant, entre otros. Desde la venta y cesión de terrenos de Guillermo Andrade a la Colorado River Land, los norteamericanos eran propietarios del Valle de Mexicali, hasta que en 1937 sucedió el Asalto a las tierras, pero que fue liquidada hasta 1946.
Esto influyó fuertemente en el nacimiento y desarrollo de la ciudad de Mexicali, y por supuesto la zona agrícola del delta del colorado conocida como Valle de Mexicali, misma que decide instalarse y que se realizaron en conjunto con Estados Unidos, grandes esfuerzos de colonización de las tierra. La instalación de empresas privadas para el desmonte y cultivo de tierras, trazo y construcción de una red de canales de irrigación aprovechando el caudal del río Colorado y conllevó al desarrollo de la agricultura.
La CRLC impulsó la construcción de una red de canales de irrigación y drenes para la agricultura misma que se apoyó en la empresa norteamericana California Development Co. con la construcción del Canal Álamo, así como la construcción en 1908 del Ferrocarril Inter Californias que iba de Mexicali a Algodones.      
Al Mando del Sr. Boker en 1914, se impulsó la colonización y desmonte de tierras, la construcción de los inicios del Ferrocarril Sonora - Baja California en 1920, y hubo otros proyectos no exitosos. Ellos mismos trabajaban las tierras, pero también rentaban porciones a rancheros privados y a algunos rancheros se las vendían. Adicionalmente instalaron una empresa despepitadora denominada Lower Colorado River Ginning Company. Posteriormente en 1925 y con la participación de Juan F. Brittingham, fundaron la Compañía Industrial Jabonera del Pacífico, a la cual desde 1931 dirigió James W. Stone, mismo que desde 1953 fue apoyado por James Griffin, hasta 1974, que cerro sus puertas.     

## El Asalto a las Tierras
En 1937 los campesinos y trabajadores, no estaban conformes con que la propiedad de la tierra fuera de extranjeros. por eso se organizaron y se apoderaron de las tierras, evento que fue avalado por el gobierno mexicano de Lázaro Cárdenas. Aquí nació la propiedad ejidal bajo ése movimiento.
La CRLC, fue desapareciendo poco a poco del escenario, hasta su liquidación en 1946. Las oficinas de la empresa, hoy son un edificio histórico en la Ciudad de Mexicali, frente al  anterior edificio del Palacio de Gobierno, (Hoy edificio de rectoría de la UABC) por avenida Reforma y calle F.